# Café Majestic
Café Majestic was een Vlaamse televisieserie die liep van 2000 tot 2003. In de hoofdrollen zag men onder andere Carry Goossens, Christel Van Schoonwinkel en Manu Verreth. De reeks werd geschreven door Johan Heselmans en geregisseerd door Ronnie Commissaris. 

## Personages
- Carry Goossens als Alexander
- Els Magerman als Vera (2000-2002)
- Manu Verreth als Marinus
- Christel Van Schoonwinkel als Francine
- Hans Royaards als André
- Jos Van Geel als Willem
- Ben Segers als Félix
- Ann Van den Broeck als An
- Camilia Blereau als Jenny

## Gastpersonages
- Rudi Delhem als Agent Flor
- Ivan Pecnik als Berre
- Hans Ligtvoet als Mr. Smeulders

## Afleveringen
Een overzicht van de 39 afleveringen van Café Majestic:
|  | #  | Seizoen | Titel                     | Datum             |
|  | -- | ------- | ------------------------- | ----------------- |
|  | 1  | 1       | Isidoor                   | 7 september 2000  |
|  | 2  | 1       | Belastingen               | 14 september 2000 |
|  | 3  | 1       | André op vrijersvoeten    | 21 september 2000 |
|  | 4  | 1       | De kaart van Willem       | 28 september 2000 |
|  | 5  | 1       | Kazatchock                | 5 oktober 2000    |
|  | 6  | 1       | Electriciteitspanne       | 12 oktober 2000   |
|  | 7  | 1       | Marinus (deel 1)          | 19 oktober 2000   |
|  | 8  | 1       | Marinus (deel 2)          | 26 oktober 2000   |
|  | 9  | 1       | Stamgasten                | 2 november 2000   |
|  | 10 | 1       | Carnaval                  | 9 november 2000   |
|  | 11 | 1       | Bal populaire (deel 1)    | 16 november 2000  |
|  | 12 | 1       | Bal populaire (deel 2)    | 23 november 2000  |
|  | 13 | 1       | De schoonouders           | 30 november 2000  |
|  | 14 | 2       | Bompa Alexander           | 3 januari 2002    |
|  | 15 | 2       | Occasie                   | 10 januari 2002   |
|  | 16 | 2       | An                        | 17 januari 2002   |
|  | 17 | 2       | Da Wang                   | 24 januari 2002   |
|  | 18 | 2       | Vera’s wens               | 31 januari 2002   |
|  | 19 | 2       | De schoonzoon van Marinus | 7 februari 2002   |
|  | 20 | 2       | De kerstboom              | 14 februari 2002  |

|  | #  | Seizoen | Titel                   | Datum            |
|  | -- | ------- | ----------------------- | ---------------- |
|  | 21 | 2       | Willem in zak en as     | 21 februari 2002 |
|  | 22 | 2       | Het eetcafé (deel 1)    | 28 februari 2002 |
|  | 23 | 2       | Het eetcafé (deel 2)    | 7 maart 2002     |
|  | 24 | 2       | Passie                  | 7 maart 2002     |
|  | 25 | 2       | Quanta Costas           | 7 maart 2002     |
|  | 26 | 2       | De confrontatie         | 28 maart 2002    |
|  | 27 | 3       | De sollicitatie         | 1 februari 2003  |
|  | 28 | 3       | De fit                  | 8 februari 2003  |
|  | 29 | 3       | Marinus' droom          | 15 februari 2003 |
|  | 30 | 3       | De sleutel              | 22 februari 2003 |
|  | 31 | 3       | Rita van Ibiza          | 1 maart 2003     |
|  | 32 | 3       | De buxusplantjes        | 8 maart 2003     |
|  | 33 | 3       | Goudkoorts              | 15 maart 2003    |
|  | 34 | 3       | Marinus in de problemen | 22 maart 2003    |
|  | 35 | 3       | Kristientje             | 29 maart 2003    |
|  | 36 | 3       | Het bod                 | 6 april 2003     |
|  | 37 | 3       | De overname             | 6 april 2003     |
|  | 38 | 3       | Blacky                  | 6 april 2003     |
|  | 39 | 3       | Theo's wraak            | 6 april 2003     |